# کولانو
کولانو (به عبری: כולנו)٬ (به عربی: کُلنا) به معنای «همه ما» - یک حزب سیاسی اسرائیلی است که در سال ۲۰۱۴ به رهبری موشه کهلون عضو سابق حزب لیکود تأسیس شد. این حزب بیشتر بر مسائل اقتصادی و هزینه‌های زندگی تأکید دارد.
کولانو در اولین کارزارانتخاباتی خود در انتخابات پارلمانی ۲۰۱۵ اسرائیل موفق به کسب ۱۰ کرسی از ۱۲۰ کرسی کنست شد.